# Dat dan weer wel
Dat dan weer wel is het vierde theaterprogramma van de Nederlandse cabaretier Hans Teeuwen. Hij voerde de show in 2001 op. De laatste show werd in 2002 gefilmd en op televisie uitgezonden, hetzelfde jaar dat de show op cd en dvd verscheen. Het is Teeuwens beroemdste en vaakst geciteerde show.
Hij neemt veel groepen op de hak, onder meer zwarten, wereldreligies, Aidspatiënten, vrouwen, de Jostiband en de koningin van Nederland.

## Tracklist
Disc 1:
1. Intro piano
2. Mars
3. Waterbuffel
4. Taxi
5. Literair café/positief denken
6. Dat dan weer wel
7. Sterk ras
8. Dansen
9. Nederland
10. Meester van Dijk
11. Improvisatie
12. Middelbare school
13. Stoned
14. Genie
15. Zo alleen

Disc 2:
1. Unieke zin
2. Fistfucken
3. Eerlijkheid
4. De Jostiband
5. De bereden politie
6. De bereden politie II
7. Per en Linquist
8. Alle vrouwen
9. Dick Turpin en koningin
10. God en Allah
11. Geweld
12. Vertrouwen
13. Fruit en stront
14. Eddy Albena
15. Dat dan weer wel
16. Succes halen